# Hybridní raketový motor
Hybridní raketový motor je jeden z druhů raketových motorů. Jedná se o takový motor, kde jedna složka paliva je v kapalném či plynném skupenství a ta druhá ve skupenství pevném. Koncept hybridního raketového motoru je možné vysledovat až do 30. let 20. století.
Nejčastěji je používáno palivo v pevném skupenství (parafín, vosky, PVC či jiné plasty) a okysličovadlo v kapalném skupenství (N2O, LOX, ...), avšak lze to i obrátit.
Ve spalovací komoře je umístěno palivo (Fuel grain). Po otevření ventilu (Valve) expanduje zkompresované kapalné okysličovadlo (často kompresováno za pomoci externí nádrže s výtlačným plynem) z nádrže na okysličovadlo (Oxidiser tank) do spalovací komory, kde je následně zažehnuto pomocí zapalovacího zařízení (Igniter). Dojde k exotermické reakci a vzniklá energie v podobě horkých a velmi rychlých plynů, které jsou ještě navíc urychleny v trysce (Nozzle) následně expanduje ven z motoru, čímž se na základě Třetího Newtonova pohybového zákona raketa pohybuje v opačném směru, než expandující plyny.

## Stavba motoru

### Nádrž s výtlačným plynem
• Slouží ke zvýšení tlaku na nádrž s okysličovadlem, což zapříčiní rovnoměrnější vstřikování okysličovadla do spalovací komory. Množství tlaku na nádrž s okysličovadlem je možno regulovat ventilem.
• Mezi nejpoužívanější výtlačné plyny patří helium, dusík.

### Nádrž s okysličovadlem (Oxidiser tank)
• Jedná se o nádrž, ve které je uchováváno, kompresováno a někdy i zkapalňováno okysličovadlo v kapalném či plynném skupenství.

### Vstřikovač (Injector)
• Pomocí vstřikovače je okysličovadlo přiváděno do spalovací komory.
• Skládá se z hlavního těla, ve kterém je vložen tzv. „injector plate", tenká destička, která má na svém povrchu proděravěné dírky, pro rovnoměrnější vstřikování okysličovadla do spalovací komory.

### Zapalovací zařízení (Igniter)
• zažehává palivo

### Spalovací komora
• Uvnitř spalovací komory je umístěno palivo v pevném skupenství. Existuje mnoho způsobů, v jakém tvaru palivo je palivo uspořádáno ve spalovací nádrži, avšak nejúčinnější jsou jednoduché tvary, které mají největší rychlost hoření. Čím jednodušší tvar, tím rychleji palivo hoří, zhoří ho více (málo zbytků) a motor je méně náchylný na mechanické poškození.

### Tryska(Nozzle)
• Určena ke zvýšení rychlosti výtoku horkých plynů ven z rakety
• Rozlišujeme 2 typy trysek a to:
- pro pohon v atmosféře Země
- pro pohon ve vakuu

## Palivo
Palivo se v rámci hybridních raketových motorů používá ve dvou skupenstvích a to v pevném a kapalném, každopádně nejčastěji se používá palivo ve skupenství pevném. Tato paliva obecně nejsou tak hustá jako u raketových motorů na tuhá paliva, proto je do nich často přidáváno energetické palivo (RDX, HMX, některé kovy jako například Hliník či Beryllium), aby se zvýšila hustota paliva a tím i tah rakety.

#### • Nejčastěji používaná pevná paliva:
- Alkany - parafín, vosky - asi nejúčinnější
- Termoplasty - PE, PP, PVC, PS, polyestery (PMMA), polymery (POM, PU)
- Celulóza - papír, dřevné hmoty
- Syntetické kaučuky - Polyizobutylén,...

#### • Nejčastěji používaná kapalná paliva:
- petrolej
- hydrazin
- kapalný vodík (LH2)

## Okysličovadlo
Okysličovadlo se v rámci hybridních raketových motorů používá ve všech třech skupenstvích, každopádně nejčastěji se používá okysličovadlo ve skupenství kapalném, protože kapalná okysličovadla (kapalný kyslík, peroxid vodíku aj.) mají větší specifický impulz, než okysličovadla pevná(chloristan amonný) nebo plynná (ozon).

#### • Nejčastěji používaná kapalná okysličovadla:
- kapalný kyslík (LOX), nejčastěji zkapalněn ochlazováním na jeho bod varu, −183 °C
- oxid dusný („rajský plyn“) – N2O
- peroxid vodíku – H2O2, vysoce koncentrovaný peroxid vodíku (HTP či HTHP)
- dusičnan hydroxylamonný (HAN) – H4N2O4
- kyselina dusičná – HNO3
- oxid dusičitý – N2O4
- difluorid kyslíku – OF2

#### • Nejčastěji používaná pevná okysličovadla:
- chloristan amonný (AP) – NH4ClO4 - nejlepší pevné okysličovadlo, proto je také používán v raketových motorech na tuhé pohonné látky
- chloristan draselný – KClO4